# 紅喉盔魚
紅喉盔魚又稱鰓斑盔魚、紅喉鸚鯛，俗名柳冷仔、白龍、花龍為輻鰭魚綱鱸形目隆頭魚亞目隆頭魚科的其中一種。

## 分布
本魚分布於印度太平洋區，包括紅海、萊恩群島、琉球群島、台灣、羅得豪島、菲律賓、馬里亞納群島、澳洲、拉帕群島、索羅門群島、印尼、法屬玻里尼西亞等海域。

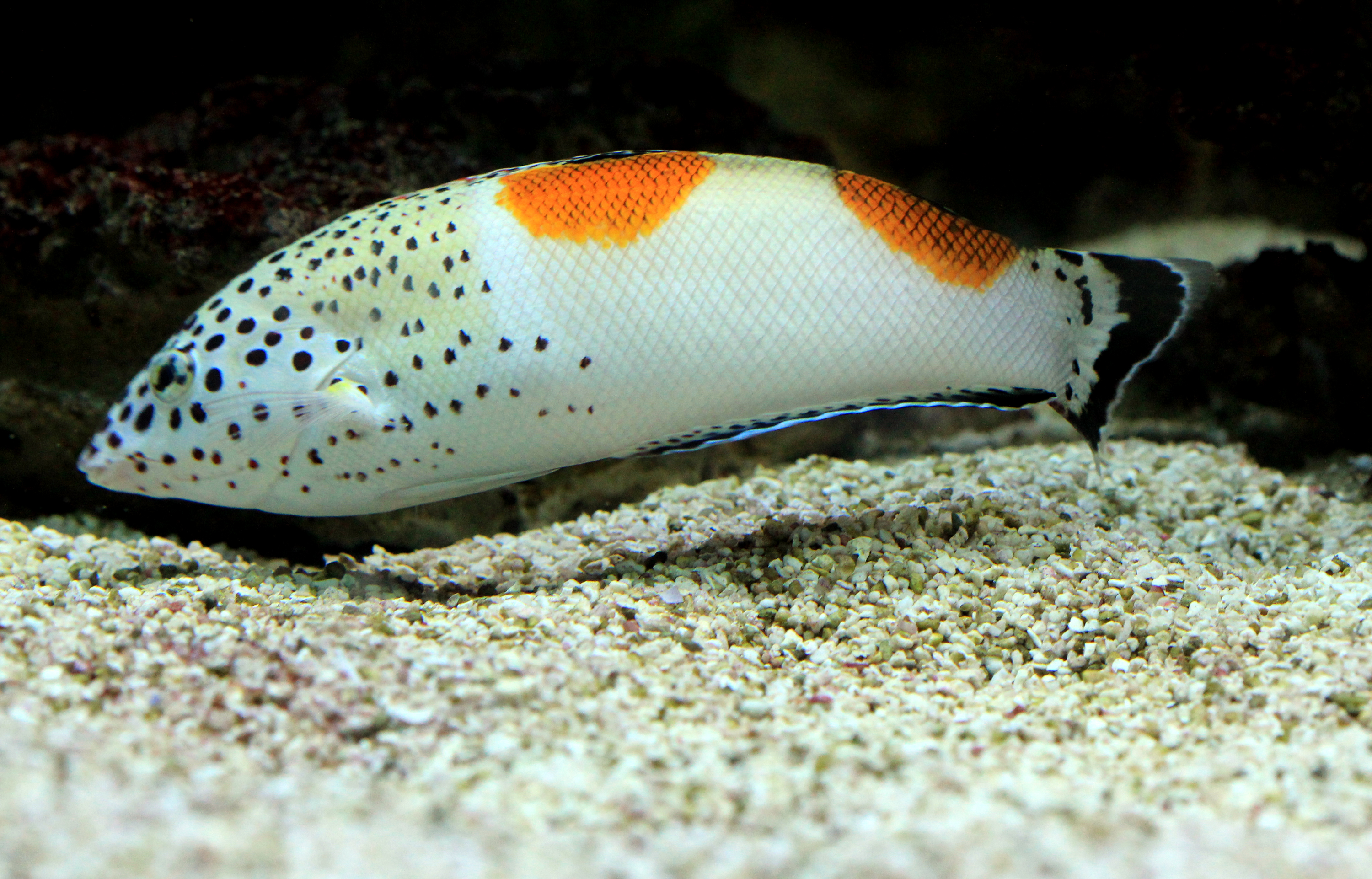
Coris aygula in Prague sea aquarium

## 深度
水深0至30公尺。

## 特徵
本魚體延長而側扁；成魚頭部眼上方具一肉峰。上下頜突出，各具 2個犬齒；下頜往後側而漸小。成魚體色為橄欖綠，眼上方特別隆起(雌魚無)，背鰭的第一和第二棘特別長，而在第九~十二棘的下方有一綠色橫帶。幼魚呈淺橘色，頭部及體軀前部有許多大如瞳孔的黑點，背鰭有2個具白邊的大黑斑，黑斑下方的身體背部則有一略大於黑斑的橘色半圓斑。尾鰭基部有一彎月形黑帶。背鰭硬棘9枚、背鰭軟條12至13枚、臀鰭硬棘3、臀鰭軟條12枚。體長可達100公分。

## 生態
棲息於礁區附近，成魚通常單獨活動，幼魚常出現在潮間帶，以甲殼類、海膽等無脊椎動物為食，利用尖銳的犬齒咬開腳殼類堅硬的外殼，白天在礁區覓食，夜晚則潛入沙中睡眠。

## 經濟利用
成魚體大可為食用性魚類，可紅燒，幼魚顏色鮮明可觀賞用。